# 洪州 (江西省)
洪州，隋朝时设置的州。
开皇九年（589年）置，因州治内有洪崖井得名。治所在豫章县（唐朝宝应初改为钟陵县，贞元中改名南昌县，即今江西省南昌市）。大业三年（607年）改为豫章郡，唐朝武德五年（622年）复为洪州。辖境相当今江西省修水、锦江、潦河等流域和赣江、抚河下游地。天宝元年（742年）复改豫章郡，乾元元年（758年）仍为洪州。
五代南唐交泰元年（958年）升为南昌府，北宋初复为洪州，辖境缩小。建炎三年（1129年）十二月乙未金军主帅耶律马五屠杀洪州。南宋隆兴元年（1163年）升为隆兴府。州境水陆四通，沃野垦辟，有鱼稻之饶，唐时有东南都会之誉。江南西道观察使、镇南军节度使先后治此。南唐末曾建为南都。宋为江南西路治。
| 唐朝洪州辖县 | 唐朝洪州辖县                                                                             |
| ------------ | ---------------------------------------------------------------------------------------- |
| 618年        | 豫章县、建城县（建昌县改属南昌州）                                                       |
| 622年        | 豫章县、建城县（改为高安县，改属靖州；新设丰城县）                                       |
| 625年        | 豫章县、丰城县（高安县、建昌县来属）                                                     |
| 651年        | 豫章县、丰城县、高安县、建昌县                                                           |
| 683年        | 豫章县、丰城县、高安县、建昌县（新设新吴县）                                             |
| 704年        | 豫章县、丰城县、高安县、建昌县、新吴县（新设武宁县）                                     |
| 704年        | 豫章县、丰城县、高安县、建昌县、新吴县、武宁县                                           |
| 710年        | 豫章县、丰城县、高安县、建昌县、新吴县、武宁县（改为豫宁县）                             |
| 745年        | 豫章县、丰城县、高安县、建昌县、新吴县、豫宁县                                           |
| 762年        | 豫章县（改为钟陵县，再改为南昌县）、丰城县、高安县、建昌县、新吴县、豫宁县（改为武宁县） |
| 800年        | 南昌县、丰城县、高安县、建昌县、新吴县、武宁县（新设分宁县）                             |
| 905年        | 南昌县、丰城县（改为吴皋县）、高安县、建昌县、新吴县、武宁县、分宁县                     |

## 刺史
唐朝洪州刺史
- 张善安（622年）
- 若干则（622年）
- 刘政会（贞观初年）
- 周逊（641年）
- 田留安（贞观年间）
- 刘乾宗（贞观年间）
- 李福（贞观年间）
- 荣建绪（贞观年间）
- 谢叔方（贞观末年）
- 李行休（永徽年间）
- 吴黑闼（651年）
- 李元婴（永徽年间）
- 高履行（659年）
- 刘玄意（龙朔年间）
- 阎伯玙（675年）
- 王守真（唐高宗末年）
- 李景嘉（685年）
- 张知久（武周时）
- 裴挺之（武周时）
- 窦怀亶（武周时）
- 刘伯琛（702年）
- 孔琮（唐中宗时）
- 张庭珪（景云年间）
- 祝钦明（先天年间）
- 朱崇庆（开元初年）
- 杨虚受（716年）
- 韦同（开元初年）
- 赵瑝（开元年间）
- 张九龄（727年—730年）
- 吴兢（732年前后）
- 张震（734年）
- 韩朝宗（736年—739年）
- 竹承构（开元末年）
- 徐恽（741年—742年）
- 豫章郡太守（742年—757年）
- 元载（757年—758年）
- 韦儇（758年—759年）
- 韦元甫（759年—761年）
- 张休（762年）
- 张镐（762年—764年）
- 李勉（764年—767年）
- 魏少游（767年—771年）
- 路嗣恭（772年—773年）
- 李佐（大历年间）
- 路嗣恭（778年）
- 杜亚（778年—779年）
- 张镒（779年）
- 崔昭（779年—780年）
- 鲍防（780年—782年）
- 李皋（782年—785年）
- 徐申（783年—784年）
- 李兼（785年—791年）
- 裴胄（791年—792年）
- 李衡（792年）
- 齐映（792年—795年）
- 路寰（795年—797年）
- 李巽（797年—805年）
- 杨凭（805年—807年）
- 韦丹（807年—810年）
- 李少和（810年—811年）
- 崔芃（811年—812年）
- 裴堪（812年—818年）
- 殷祜（818年）
- 裴次元（818年—820年）
- 王仲舒（820年—823年）
- 李绅（823年，未就任）
- 薛放（823年—825年）
- 殷侑（825年—826年）
- 李宪（826年—828年）
- 沈传师（828年—830年）
- 裴谊（830年—833年）
- 吴士矩（833年—836年）
- 罗让（836年—837年）
- 敬昕（837年—839年）
- 李款（839年—840年）
- 裴休（841年—843年）
- 周墀（844年—846年）
- 纥干众（847年—849年）
- 裴俦（849年—850年）
- 周敬复（850年—853年）
- 崔黯（853年）
- 郑祗德（854年—855年）
- 张毅夫（856年—857年）
- 郑宪（857年—858年）
- 韦宙（858年—861年）
- 裴坦（861年—864年）
- 严譔（865年—868年）
- 李骘（868年—871年）
- 杨戴（871年—872年）
- 崔安潜（872年—875年）
- 独孤云（875年—876年）
- 高湘（877年—878年）
- 高茂卿（880年—882年）
- 闵勖（882年，未实领）
- 钟传（882年—906年）
- 钟匡时（906年）
- 裴璩
- 王逊
- 杜审权
- 黄麟
- 蒋邵
- 刘秉仁[需要消歧义]
- 段逸
- 裴寅

杨吴洪州刺史
- 杨渥（906年—907年，兼领）
- 秦裴（906年）
- 刘威（906年—914年）
- 刘信（914年—925年）
- 卢光稠（910年，后梁所任，遥领）
- 徐知诲（925年）
- 袁建丰（926年—928年，后唐所任，遥领）
- 徐知谏（929年—931年）
- 徐知询（931年—934年）
- 李德诚（934年—937年）

南唐洪州刺史
- 李德诚（937年—940年）
- 徐玠（940年—942年）
- 宋齐丘（942年—943年）
- 周宗（944年—947年）
- 宋齐丘（947年—951年）
- 马希萼（951年—952年）
- 宋齐丘（953年—955年）
- 李景遂（958年—959年）
- 李从善（959年—961年）
- 李从镒（961年—965年）
- 林仁肇（965年—972年）
- 朱令赟（972年—974年）
- 柴克贞（974年）

北宋知洪州
- 王明（976年—978年）
- 张惟德（979年—981年）
- 刘墀（982年—984年）
- 夏侯峤（985年—987年）
- 张覃（987年—988年）
- 符昭寿（989年—993年）
- 陈象舆（994年—995年）
- 魏震（995年—996年）
- 李伟（996年—997年）
- 董俨（998年—1000年）
- 栾崇吉（1001年—1002年）
- 盛度（1004年—1005年）
- 朱台符（1006年）
- 马景（1007年—1009年）
- 王济（1010年—1011年）
- 李玄（1011年）
- 马亮（1011年—1013年）
- 朱巽（1013年—1016年）
- 章得象（1018年—1020年）
- 李虚己（1021年—1023年）
- 夏竦（1023年）
- 唐肃（1024年）
- 李谘（1025年—1028年）
- 臧待用（1028年—1029年）
- 许式（1029年—1030年）
- 许申（1031年）
- 萧贯（1032年—1034年）
- 赵槩（1035年）
- 吴遵路（1036年—1037年）
- 盛京（1037年—1038年）
- 魏瓘（1038年—1039年）
- 蒋堂（1040年）
- 张若谷（1041年—1043年）
- 邵饰（1044年）
- 吕绍宁（1044年）
- 江钧（1044年）
- 卞咸（1044年—1045年）
- 杨可（1045年）
- 李绚（1045年）
- 张瓌（1046年）
- 刘沆（1047年—1048年）
- 张存（1049年）
- 王贽（1050年）
- 徐起（1051年）
- 马寻（1053年）
- 仲简（1056年）
- 张子宪（1056年）
- 刘纬（1059年—1060年）
- 唐介（1061年）
- 叶均（1062年）
- 施元长（1064年）
- 程师孟（1065年）
- 周豫（1066年）
- 杜植（1067年）
- 荣諲（1070年）
- 李师中（1071年）
- 应舜臣（1072年）
- 曾巩（1075年）
- 王韶（1077年）
- 元积中（1077年—1079年）
- 王韶（1079年）
- 蔡延庆（1081年—1082年）
- 谢景温（1082年—1083年）
- 孔宗翰（1083年）
- 李良辅（1084年）
- 熊本（1085年—1086年）
- 黄履（1087年）
- 何宗坦（1090年）
- 李琮（1090年）
- 熊本（1091年）
- 孔武仲（1091年）
- 向宗旦（1093年）
- 叶祖恰（1093年）
- 范镗（1095年）
- 刘定（1095年）
- 张商英（1095年）
- 张绶（1097年）
- 蒋之翰（1099年）
- 叶祖洽（1100年—1101年）
- 王居厚（1102年）
- 范峋（1102年）
- 彭汝霖
- 李景直（1104年）
- 朱彦（1104年）
- 王汉之（1105年）
- 陶节夫（1105年—1106年）
- 朱彦（1106年）
- 王涣之（1107年）
- 范坦（1108年）
- 叶祖洽（1108年）
- 吴居厚（1109年）
- 张彻（1110年）
- 范致虚（1110年）
- 王旉（1111年）
- 张琮（1112年）
- 吴居厚（1113年—1114年）
- 张邦昌（1115年）
- 蒋静（1116年）
- 张漴
- 陈邦光（1117年）
- 徐惕（1118年）
- 林震（1119年）
- 潘兑（1120年）
- 张励（1120年）
- 孙竣（1120年）
- 孙羲叟（1121年—1122年）
- 郭允迪（1122年）
- 李熙靖（1124年）
- 郭三益（1124年—1126年）
- 姚宗彦（1126年—1127年）